# 塔尔诺克
塔尔诺克，是匈牙利佩斯州所辖的一个村。总面积23.60平方公里，总人口8545，人口密度398.7人/平方公里（2011年1月1日）。